# Pseudeusemia bicolorata
Pseudeusemia bicolorata är en fjärilsart som beskrevs av W. Warren 1896. Pseudeusemia bicolorata ingår i släktet Pseudeusemia och familjen mätare. Inga underarter finns listade i Catalogue of Life.